# Basler Kantonalbank
Basler Kantonalbank (BKB) — банк швейцарского кантона Базель, входит в систему кантональных банков.
По объёму активов BKB в 2022 году занимал 13-е место среди банков Швейцарии и 4-е место среди кантональных банков страны.
85,8 % акций банка и 100 % голосов принадлежат правительству кантона Базель, остальные акции в виде сертификатов обращаются на Швейцарской фондовой бирже.

## История
Basler Kantonalbank (Кантональный банк Базеля) был основан в 1899 году. В 1999 году был куплен контрольный пакет акций Coop Bank, после чего он был переименован в Bank Cler; в 2019 году он был поглощён полностью.
В октябре 2012 года генеральный директор банка Ханс Рудольф Маттер подал в отставку после того, как клиенты банка потеряли около 100 млн швейцарских франков на скандале с инвестиционной компанией ASE. Его приёмник Андреас Альбрехт подал в отставку в конце 2013 года из-за того, что швейцарский регулятор финансового рынка (Swiss Financial Market Supervisory Authority) выявил манипуляции с биржевым курсом сертификатов на акции банка.
В мае 2015 года банк заплатил 38,6 млн евро властям Германии за содействие в уклонении от уплаты налогов.
В августе 2018 года банк заплатил 60,4 млн долларов Министерству юстиции США за прекращение расследования в отношении открытия счетов для сокрытия доходов граждан США от налогообложения. По состоянию на 2010 год в банке было 1144 счета граждан США на общую сумму $813,2 млн.

## Деятельность
Подразделения по состоянию на 2022 год:
- розничный банкинг в Швейцарии — розничные банковские услуги через сеть из 13 отделений в Базеле, а также сеть отделений Bank Cler в Базеле, Цюрихе и других городах Швейцарии, включая приём депозитов и выдачу ипотечных кредитов;
- частный банкинг в Швейцарии — услуги крупным частным клиентам, в первую очередь управление активами;
- частный банкинг вне Швейцарии — услуги крупным частным клиентам, которые не являются гражданами Швейцарии;
- недвижимость — обслуживание клиентов, связанных со строительством или обслуживанием недвижимости в Швейцарии, включая жилищно-строительные кооперативы, застройщиков, фонды по инвестициям в недвижимость;
- малый и средний — банковские услуги предприятиям малого и среднего бизнеса;
- корпорации и крупные клиенты — обслуживание крупных клиентов из Швейцарии и других стран;
- институциональные инвестиционные клиенты — обслуживание различных фондов, включая управление их активами;
- торговля — брокерские услуги при торговле ценными бумагами, обмен валют.